# Shikarpur
För andra betydelser, se Shikarpur (olika betydelser).
Shikarpur är huvudort för ett distrikt med samma namn i den pakistanska provinsen Sindh. Folkmängden uppgick till cirka 200 000 invånare vid folkräkningen 2017.